# Manila (gioco da tavolo)
Manila è un gioco da tavolo in stile tedesco di Franz-Benno Delonge pubblicato nel 2005 dalla Zoch Verlag e dalla Rio Grande Games. Esso consiste nel puntare all'asta, scommettere, speculare su merci, lanciare dadi e collocare operai. È ambientato nella Manila coloniale.

## Contenuto
- 1 plancia di gioco
- 4 tavolette merci
- 4 dadi
- 4 indicatori di valore
- 20 carte azione
- 3 barche
- 20 complici
- Monete
- Regolamento

## Premi e riconoscimenti
Il gioco ha avuto i seguenti riconoscimenti:
- 2005
  - Deutscher Spiele Preis: 3º classificato;
  - Japan Boardgame Prize: gioco nominato;
  - Tric Trac: gioco nominato;
- 2006
  - As d'Or: gioco nominato;
  - Golden Geek: gioco nominato categoria Best Family Board Game (miglior gioco per famiglie);
  - Nederlandse Spellenprijs: gioco nominato;
- 2007 - Årets Spill: gioco nominato categoria Best Family Game;
- 2015 - Juego del Año: gioco finalista;